# 阿德哈弗級護衛艦
阿德哈弗級護衛艦（Adhafer-class corvette）为中华人民共和国售予阿尔及利亚的轻型护卫舰，首舰于2013年3月在上海沪东造船厂开建。

## 介紹
2012年，阿爾及利亞與中國簽署建造3艘C28A型的合約並保留3艘選擇權，後續阿爾及利亞採購2艘德國MEKO A200（即先前出售南非的勇敢級巡防艦）。
此外，阿德哈弗級護衛艦的武器配置與佐勒菲卡爾級巡防艦類似，为了接收新舰，阿尔及利亚国家海军也派人前往巴基斯坦观摩佐勒菲卡爾級巡防艦的操作与性能。

## 同型舰
| 舰名               | 舷号 | 建造船厂                   | 下水          | 服役          | 状态 |
| ------------------ | ---- | -------------------------- | ------------- | ------------- | ---- |
| 阿德哈费尔 Adhafer | 920  | 中国船舶工业集团沪东造船厂 | 2014年8月15日 | 2015年11月    | 现役 |
| 阿拉法特 El Fatih  | 921  | 中国船舶工业集团沪东造船厂 | 2015年2月6日  | 2016年3月10日 | 现役 |
| 伊扎杰尔 Ezzadjer  | 922  | 中国船舶工业集团沪东造船厂 |               | 2016年7月12日 | 现役 |

## 资料来源
1. ↑  .   [2021-05-29]. （原始内容存档于2021-06-02）.
2. ↑  .   [2016-08-20]. （原始内容存档于2015-04-29）.
3. ↑  .   [2016-08-20]. （原始内容存档于2015-03-03）.
4. ↑  . The Paper. 2016年3月14日  [2016年3月15日]. （原始内容存档于2020年5月13日） （中文）.
5. ↑  . IHS Jane Defence. 22 2016年7月22日  [22 July 2016]. （原始内容存档于2017年6月23日）.